# Cinclode du ressac
Cinclodes nigrofumosus
Espèce
Synonymes
- Uppucerthia nigrofumosa
D'Orbigny & Lafresnaye, 1838 (protonyme)

Statut de conservation UICN

 LC  : Préoccupation mineure
Le Cinclode du ressac (Cinclodes nigrofumosus) est une espèce de passereaux de la famille des Furnariidae. Il a été décrit par D'Orbigny et par Lafresnaye en 1838.

## Répartition
Le Cinclode du ressac vit en bords de mer rocheux, au nord et au centre du Chili.

## Étymologie
Son nom vient du grec kinklos = sorte d'oiseau et du suffixe -odes = excès ou ressemblance proche. Il vient aussi du latin : niger = noir, fumosus = fumé et de fumus = la fumée.